# 尼科·邦格特
尼科·邦格特（Niko Bungert）是德國的一位足球運動員，在場上司職後衛。他現在效力于德甲球隊緬恩斯。他也代表德國U21國家足球隊參賽。